# Anaphothrips paludicola
Anaphothrips paludicola är en insektsart som beskrevs av Nakahara 1995. Anaphothrips paludicola ingår i släktet Anaphothrips och familjen smaltripsar. Inga underarter finns listade i Catalogue of Life.